# Cruz de Einstein
A Cruz de Einstein (QSO 2237+0305) é um quasar localizado na constelação de Pegasus, com o efeito de lente gravitacional. Quatro imagens do mesmo quasar distante (mais uma no centro, muito fraca para ser vista) aparecem no meio da galáxia em primeiro plano devido às fortes lentes gravitacionais. Este sistema foi descoberto por John Huchra e colaboradores em 1985, embora na época eles só tenham detectado que havia um quasar atrás de uma galáxia com base em diferentes desvios para o vermelho e não tenham resolvido as quatro imagens separadas do quasar.
Embora as fontes de luz com lentes gravitacionais geralmente tenham o formato de um Anel de Einstein, devido ao formato alongado da galáxia com lentes e ao quasar estar fora do centro, as imagens formam um formato de cruz peculiar.